# Eirmocides silicea
Eirmocides silicea is een vlinder uit de familie van de Lycaenidae. De wetenschappelijke naam van de soort is voor het eerst gepubliceerd in 1894 door Henley Grose-Smith.
De soort komt voor op de Schouteneilanden.